# Donat II el gran
Donat II el Gran (en llatí Donatus Magnus) (segle iii – circa 355) va ser el cap dels donatistes. Va arribar a bisbe de Cartago.
Va succeir l'any 313 a Majorí, primer bisbe donatista de Cartago (311-313). El Concili d'Arle de l'any 314 el va condemnar per cismàtic, i en altres sínodes també el van condemnar, però sempre es va negar a sotmetre's i tampoc no va acceptar regals ni suborns. L'any 347 va haver d'anar exiliat per força a la Gàl·lia, per ordre de l'emperador Constant, i hi va morir potser el 355.
Aquest cisma dels donatistes va ser el més important amb el que es va enfrontar l'església cristiana en aquella època, i, encara que es va circumscriure bàsicament al nord d'Àfrica, va provocar durant tres segles molts escàndols i molts enfrontaments sagnants. Condemnats i castigats per Constantí el Gran, que finalment els va tolerar, perseguits per Constant i afavorits per Julià, els seguidors d'aquesta secta van aconseguir el seu moment més important a principis del segle v, quan tenien més de quatre-cents bisbes a la seva església, i gairebé superaven als catòlics en nombre. Agustí d'Hipona, recolzat per un edicte de Flavi Honori, els va contenir durant un temps, ajudat per les autoritats civils, però després de la invasió de Genseric, a qui es van unir per lluitar contra els qui els castigaven, van renéixer amb molta força. El papa Gregori el Gran els va denunciar diverses vegades, i sembla que van subsistir fins a la invasió dels sarraïns i la instauració de l'islam.